# 일본의 아이돌

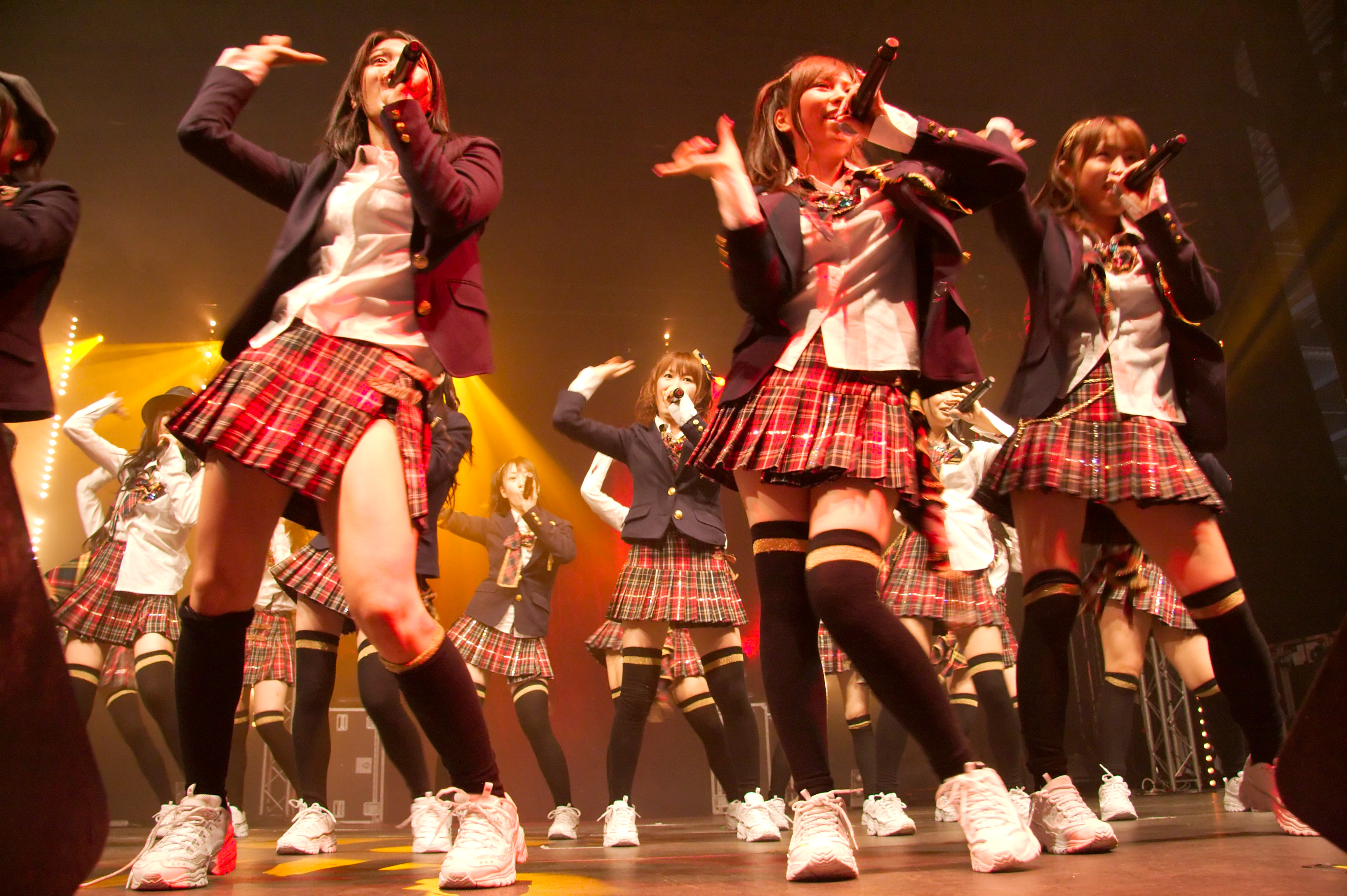
AKB48, "가장 큰 팝 그룹" 기네스 세계 기록 보유자, 가장 인기있는 아이돌 그룹.

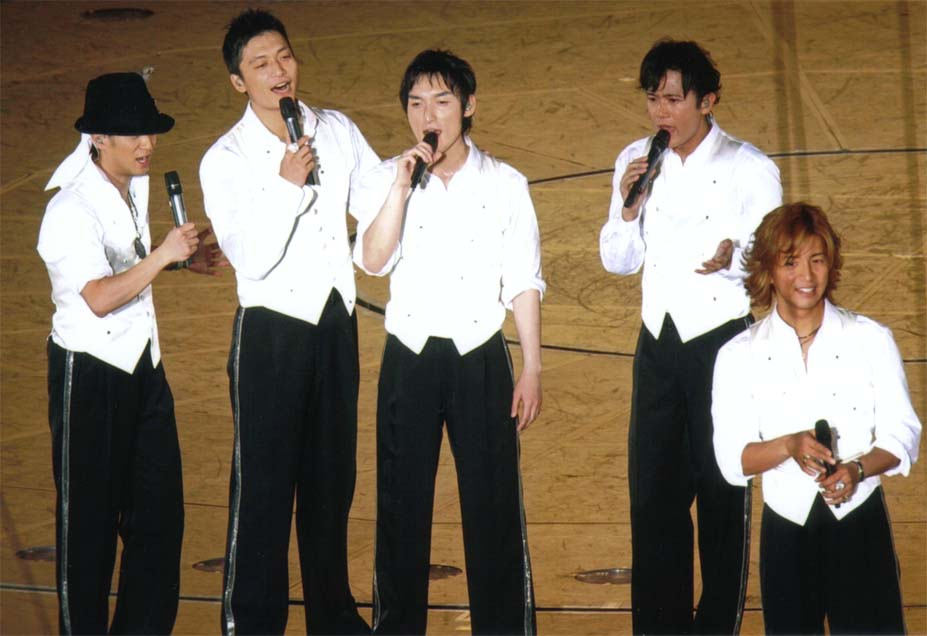
가장 인기있는 아이돌그룹 SMAP의 2008 슈퍼 모던 아티스틱 퍼포먼스 투어 중.

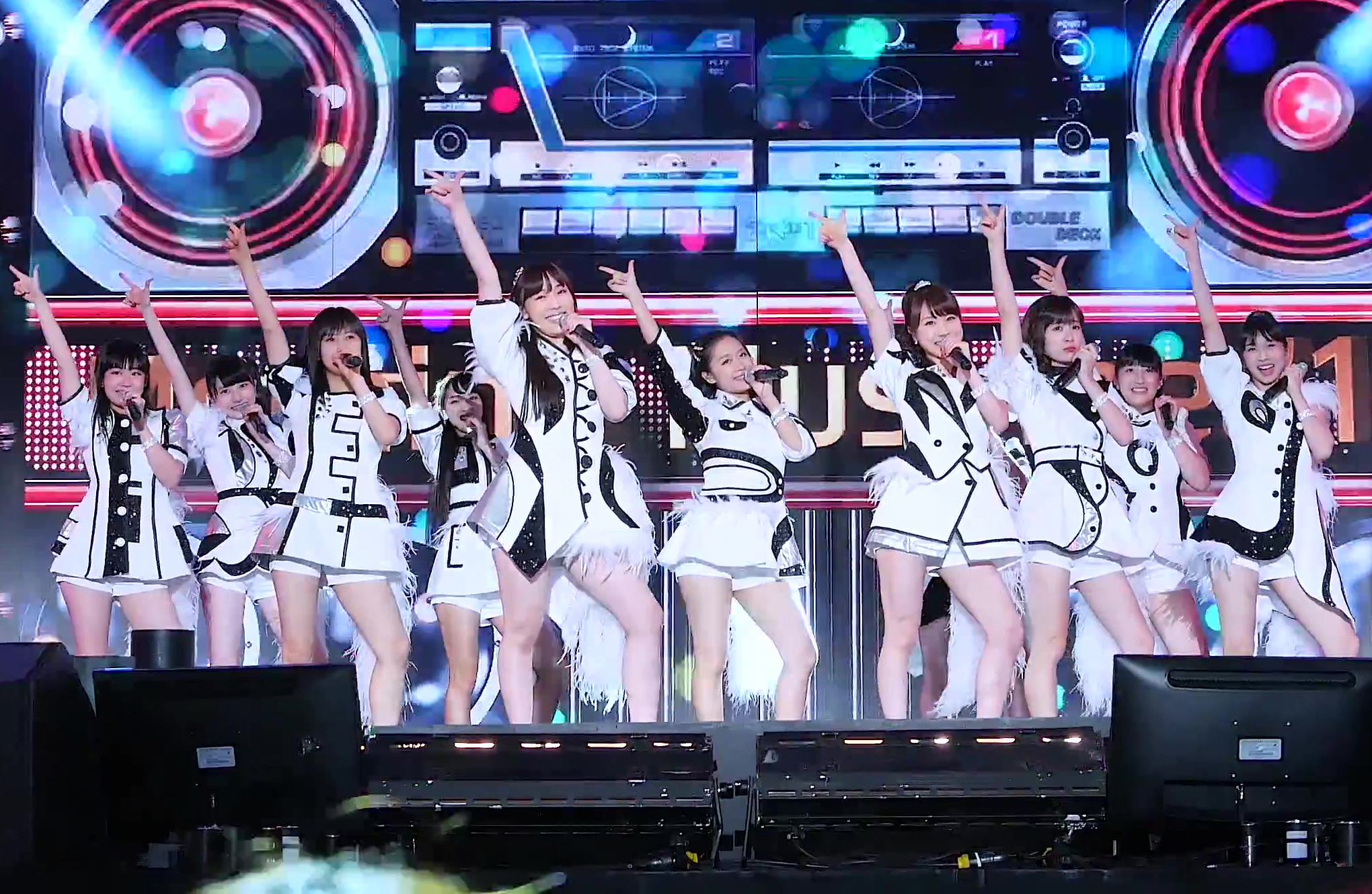
모닝구무스메, 가장 오래 활동한 여성 아이돌 그룹이며 여성 그룹 싱글 CD 오리콘 탑10 횟수 역대 최다.

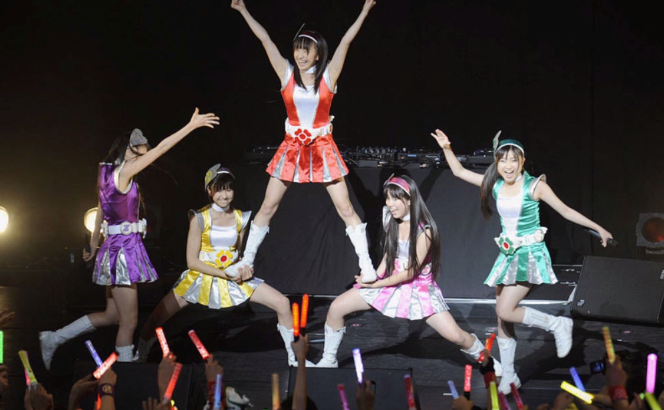
모모이로 클로버 Z, 닛케이 2013~2018년 조사에 따르면 여성 아이돌 그룹 중 1위에 올랐다.

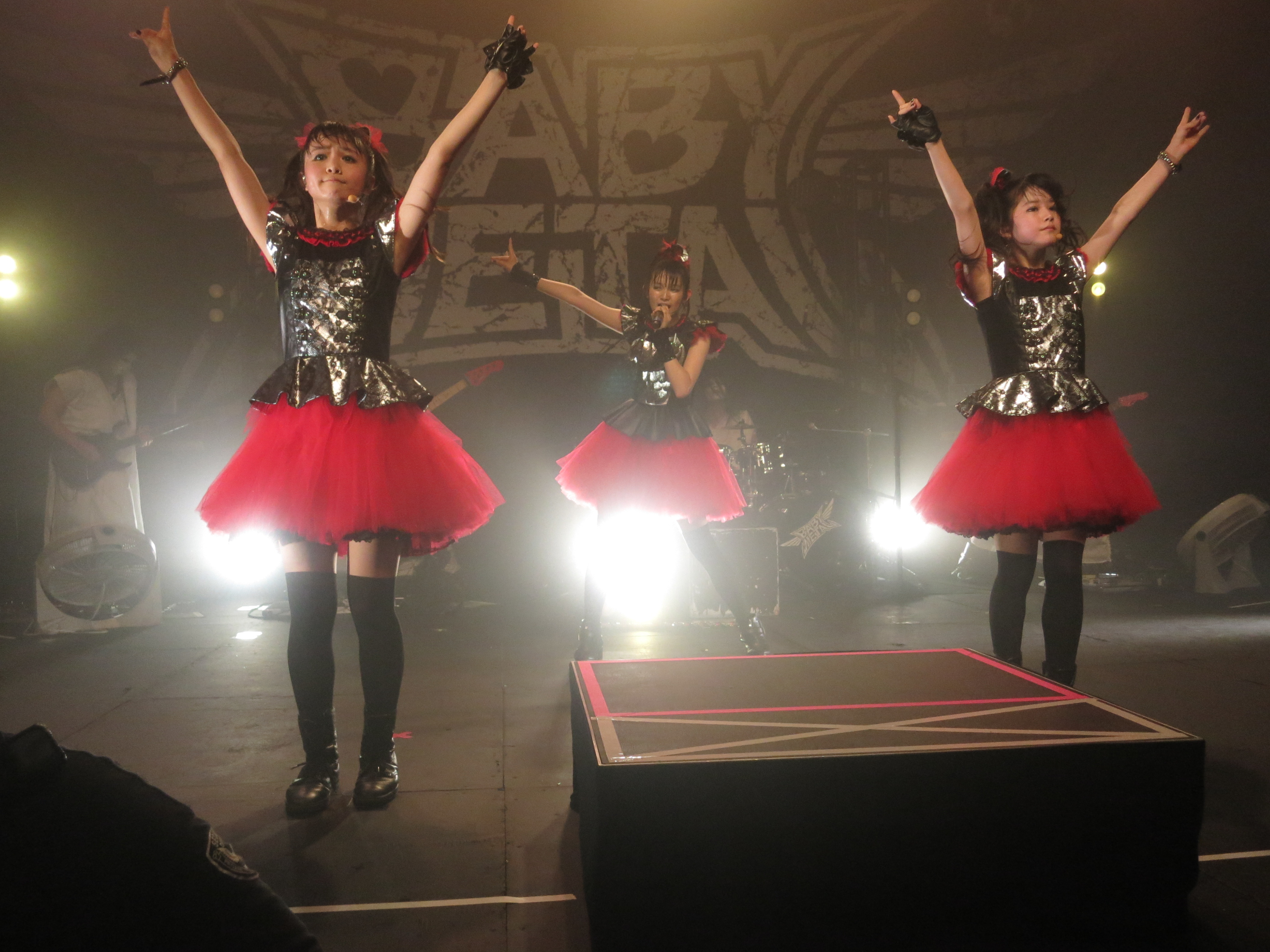
2014년 로스앤젤레스에서 BABYMETAL 공연 중. 그들의 세 번째 스튜디오 앨범은 미국 빌보드 200 차트 중 가장 높은 일본어 앨범이다.

일본의 아이돌은 일본어로 아이도루(アイドル)라고 부른다. 아이돌은 일본 대중문화에서 이미지, 매력, 개성을 위해 제작되고 판매되는 엔터테이너의 일종이다. 아이돌은 주로 가수지만 연기, 춤, 모델 등 다른 역할에 대한 훈련도 받는다. 아이돌은 다른 연예인들과 달리, 열정적인 팬 층과 강한 감정적 유대감을 유지하려는 의도로 연예기획사의 홍보를 통해 특히 상업화된다.

## 정의
일본의 "아이돌"은 보통 10대 이전부터 20대에 이르는 연예인의 한 종류로, 그들의 이미지는 헌신적인 팬 층을 구축하기 위해 만들어진다. 기획사들은 연예계 경험이 거의 없거나 전혀 없는 10대 청소년들을 뽑아 아이돌을 상품화하고, 스타 지망생으로 마케팅한다. 아이돌은 주로 가수들이지만 연기, 춤, 모델 등 엔터테인먼트에 속하는 다른 기술들도 익히는 경우가 많다. 일본의 일부 연예기획사들은 아이돌들에게 혹독한 훈련을 시키지 않고, 아이돌은 활동하며 팬들이 응원하는 스토리를 담아내면서 더 많은 경험을 쌓을 것이라는 인상을 주며 데뷔하는 경우가 많다.
많은 아이돌 가수들은 개인의 성공보다는 그룹으로의 성공을 생각한다. 대부분의 아이돌 가수들은 일본 대중음악의 장르를 넘나들며 활동하는데, 보통 현재 가장 인기 있는 장르에서 활동하지만, 그들만의 서브컬쳐적 음악도 가지고 있다. 이 때문에 아이돌은 '진지한' 뮤지션이나 배우로 여겨지지 않는 경우가 많고, 그런 연예 분야를 직접 추구하는 데 관심이 있는 젊은 스타들은 프로로 보이고 싶어서 아이돌이라는 꼬리표를 거부한다. 많은 아이돌들이 결국 진로를 바꾸게 되는데, 대부분의 여자 아이돌들은 25세에, 남자 아이돌들은 30-45세에 진로를 바꾼다.
탤런트들과는 달리, 아이돌은 이미지와 매력, 그리고 성격으로 마케팅된다. 아이돌의 주된 목적은 "꿈을 파는 것"이나 일상의 괴로움으로부터 도피할 수 있도록 즐거움을 주는 것이다. 이처럼 이들은 대중에게 롤모델로 비춰지고, 이들의 사생활과 이미지는 모두 소속 연예기획사에 의해 엄격히 통제되고 있다. 일반적으로 이들은 공공장소에서 담배를 피우거나 술을 마시는 것은 물론이고 연애도 제한당한다. 대부분의 아이돌들은 바쁜 스케줄을 견디면서 가족과 친구들로부터 고립된 시간을 보내는 경우가 많은데, 일부 기획사들은 그들의 재능에 따른 업무 분담을 보류하고 그들이 휴식기를 갖지 못하도록 막판에 통보한다.
아이돌의 하위 카테고리로는 그라비아 아이돌, 남성을 대상으로 한 '치즈케이크' 사진의 여성 모델, 주니어 아이돌, 15세 이하 그라비아 모델, AV 아이돌, 성인 여성 연예인, 인터넷을 통해 인기를 얻은 스타를 뜻하는 넷 아이돌, 아이돌 성우들, 아이돌 노래 경력이 있는 애니메이션과 비디오 게임의 성우들, 버츄얼 아이돌, 실시간 활동을 하는 가상의 스타들이 있다.

## 역사

### 초기
일본에서는 처음에 아이돌이라는 말은 주로 외국의 연예인을 대상으로 한 호칭으로 사용되었다. 일본의 연예인을 대상으로는 일반적으로 스타라고 했으며, 텔레비전이 보급되어 있지 않은 시대의 일본 연예계의 주요 산업이 영화였기 때문에 인기있는 젊은 연예인도 대부분 청춘 스타라고 불리었다. 그 후, 본격적인 텔레비전 시대가 도래하고, 비틀즈의 일본 방문, 더 스파이더스, 더 타이거스 등의 그룹 사운드 붐이 일어나며 점차 청춘 스타라는 호칭도 사용되지 않고 아이돌이라는 호칭으로 대체되게 되었다. 1960년대부터 인기를 끌었던 프랑스 YeYe-Girl 있었다. 유로비전에서는 아름다운 여성들이 노래를 부르곤 했는데, 유로비전 컨테스트와 유사한 일본에서는 대규모 오디션이 잇따라 개최되게 되어 인기 아이돌을 배출했다. 1980년대에 들어서 젊은 층을 향한 팝 가수가 활약을 시작하여 아이돌을 정착시키게 되었다. 쇼가쿠칸의 학년별 학습 잡지의 표지는 이전에 아이의 사진 또는 아이들을 그린 수채화 물감이 사용되었던 반면 1970년대 후반부터 아이돌의 사진이 사용되어 이른바 그라비아 아이돌이 되었다.

### 1970–1980: 전후시대와 아이돌의 시작
1964년 11월, 1963년의 프랑스 영화 Cherchez l'idole이 아이돌을 찾아라(アイドルを探せ)라는 제목으로 일본에서 개봉했다. 많은 일본 관객들은 실비 바르탕에게 관심을 기울였고, 영화에 삽입된 그의 노래인 "La plus belle pour aler danser"는 일본에서 백만장 이상 팔렸다. 바르탕은 앳되고 사랑스러운 외모와 음악적 재능으로 알려졌고, 일본 연예계는 그녀와 비슷한 특징을 지닌 가수들을 '아이돌'이라는 단어로 부르게 되었다.
텔레비전은 아이돌 현상의 인기에 큰 영향을 끼쳤는데, 1970년대부터 많은 아이돌들이 오디션 프로그램을 통해 뽑혔다. 텔레비전을 통해 영입된 아이돌 중 하나인 야마구치 모모에, 사쿠라다 준코, 미나미 사오리, 아마치 마리 등은 캔디즈, 핑크레이디와 함께 이 시대의 우상이었다. 음악은 정치색이 없는 젊은 문화로의 발걸음을 내딛고자 했던 작곡가와 아트디렉터들의 공통된 풍조를 따라 만들어졌다. 1970년대의 아이돌은 청중들에게 정치적 폭력과 급진적인 학생 운동으로부터의 도피처가 되어 인기를 끌었다.
1970년대, 아이돌들은 생활의 많은 부분을 비밀로 남겨둔 신비주의적인 분위기를 가지고 있었다. 그들의 공적인 생활과 '사적인' 생활은 세심하게 짜여져 있었다. 그들은 모든 상황에서 항상 완벽해 보였고 대부분의 일본인들이 꿈만 꿀 수 있는 호화로운 생활을 즐기는 것 같았다. 그러나 사실은 기획사의 지속적인 감시를 받았고, 자신만을 위한 사생활을 즐길 수 없었다. 아이돌의 급료는 놀랄 정도로 낮았다. 그들은 자주 과로했고, 노래가 잘 팔리더라도 대부분의 돈은 작곡가와 작사가들에게 돌아갔다. 팬들은 TV나 라디오에서 아이돌을 볼 기회가 거의 없었고 자신들의 관심사를 나누기가 어려웠다. 잡지가 최고의 정보원이었고, 많은 아이돌들은 어떤 정보가 공개될 건지를 주기적으로 우편으로 보내주는 공식 팬클럽을 가지고 있었다.

### 1980–1990: 아이돌의 전성기
대중음악계에 등장한 아이돌의 급속한 성장은 1980년대를 마츠다 세이코, 카와이 나오코, 나카모리 아키나, 코이즈미 쿄코, 혼다 미나코, 모리타카 치사토가 정의한 '아이돌의 황금시대'로 통하게 했다. 오냥코 클럽을 통해 대중화된 비주얼적 요소는 아이돌 음악의 전반적인 즐거움에 중요해졌고, 이로 인해 음악이 텔레비전과 밀접하게 연관되었다. 또 덴쓰가 'CM 아이돌' 비즈니스 모델을 만들어, 아이돌이 노래와 CF 출연으로 명성을 얻을 수 있게 되었다. 1년에 무려 40~50명의 새로운 아이돌이 등장했으나, 얼마 지나지 않아 대중의 관심을 잃었다. 동시에 남성 아이돌이 등장하기 시작했지만, 대중들이 아이돌 시스템에 환멸을 느낀 후인 1985년 이후에는 곧 인기가 없어졌다.
1980년대에, 아이돌은 일반적인 일본인에 훨씬 더 가까워졌다. 이것은 일본인들의 평균적인 생활 방식이 향상되었기 때문일 것이다. 아이돌들은 여전히 엄격하게 통제됐지만 실제 성격을 더 많이 보여줄 수 있었고, 짜여진 각본 내에서 조심스러운 감정 표현이 허용되었다. 언론은 음반 판매 수, 공식 팬클럽의 팬 수 등을 근거로 둘이나 그 이상의 아이돌 사이의 '경쟁구도'를 자주 조작했다. 1980년대 후반에는 잡지나 TV에 의존하는 대신 비디오 게임과 같은 새로운 미디어와 기술을 실험하기 시작했는데, 상반된 결과를 보였다. 아이돌의 근로조건이 개선되고, 그들이 벌어들인 돈의 일부만이라도 아이돌 본인에게 지급되었다.

### 1990–2000: 쇠퇴하는 인기와 차이돌 붐
1990년대 들어 가수와 오디션 프로그램에 대한 관객들의 관심이 줄어들면서 아이돌에 대한 대중의 관심이 줄어들기 시작했다. 그 결과, 더 많은 젊은이들이 아이돌 대신 아티스트로 규정되기를 염원했다. 음악 산업도 외모나 건전성보다 음악이 더 중요한 세일즈포인트였던 록 뮤지션이나 가수, 랩 같은 장르로 옮겨갔다. 그럼에도 불구하고 SUPER MONKEY'S의 리드 싱어로 명성을 얻은 아무로 나미에는 그녀의 외모를 따라하는 어린 소녀들 사이에서 인기를 얻었다. 자니스 엔터테인먼트의 SMAP 같은 남자 아이돌들은 1990년대 들어 주목받았고 홍콩과 대만에서도 팬들을 끌어 모았다. 텔레비전에는 아이돌에 대한 홍보가 부족했기 때문에 많은 사람들이 인터넷으로 눈을 돌렸다. 1990년대 중반, 언론에서 '차이돌(child idol) 붐'이라고 표현한 초등학생 나이의 어린 아이돌이 증가했다. SPEED와 모닝구무스메 같은 아이돌 그룹이 유명해졌다.
1990년대에는 아이돌이 평균보다 잘 살고 더 나은 사람으로 그려지지 않고, 평범한 사람으로 보여졌다. 과거 아이돌들의 취향이 지나치게 고급스러워야 했다면, 이제 아이돌이 단순히 라멘 먹는 것을 좋아하거나, 웃는 얼굴 외의 다른 것을 보여주거나, 살이 쪘다고 푸념하거나, 저렴한 물건을 산다고 인정하는 것이 받아들여졌다.

### 2000–현재: 미디어 크로스오버와 아이돌 전국 시대
2000년대 들어 아라시, 모닝구무스메의 자매그룹인 Berryz코보, ℃-ute, S/mileage, AKB48 등의 아이돌 그룹이 다시 인기를 얻었다. 동시에 그라비아 아이돌은 물론, 애니메이션의 성우와 아이돌을 병행하는 경우도 증가했다. 2007년 제 58회 NHK 홍백가합전에서 아이돌의 다양성을 기념하기 위해 AKB48, 나카가와 쇼코, 리아 디존이 "일본이 자랑하는 최첨단! 스페셜 메들리(日本が誇る最先端! スペシャルメドレー)"를 부르며 "아키바 아이돌"로 소개되었다.
이듬해에는 많은 아이돌 그룹이 데뷔해 매스컴이 "아이돌 전국 시대(アイドル戦国時代)"라고 부르는 시기가 시작됐다. 2014년에는 약 48만6000명이 AKB48과 모모이로 클로버 Z의 라이브 콘서트에 참석했는데, 이는 일본 여성 뮤지션 중 최고 기록이었다. 닛케이의 조사에 따르면 모모이로 클로버 Z는 2013년부터 2017년까지 가장 인기있는 여성 아이돌 1위에 올랐고, 남자 아이돌인 아라시는 2만명을 대상으로 한 오리콘 여론 조사에서 가장 인기있는 아티스트로 꼽혔다.
2010년부터 가장 큰 아이돌 콘서트 축제인 도쿄 아이돌 페스티벌이 열렸다. 2017년에는 200여 개의 아이돌 그룹과 아이돌 1500여 명이 공연을 펼치며 8만여 명의 관객을 동원했다. 2017년 일본에서 아이돌로 활동한 10대 소녀가 1만 명을 넘었다. 2019년에는 여성 아이돌 그룹이 3000개가 넘었다.

## 팬 문화
일반적인 연예인과 차별되는 아이돌의 두드러진 특징은 팬들과의 관계인데, 이는 연예기획사들이 소비자 팬 층과의 높은 감정적 유대감을 갖기 위해 의도적으로 마케팅하는 것이다. 아이돌이 대중과 연관되기 쉽기 때문에, 팬들은 아이돌을 형제, 자식, 혹은 소꿉 친구로 여기며 아이돌의 프로 연예인이 되기 위한 여정에 적극적인 지지자가 된다. 아이돌 팬 문화는 취약함을 매력적인 특성으로 여기는 "모에"라는 개념을 이상화한다.
팬들은 그들이 좋아하는 아이돌을 직접 지원하기 위해 굿즈를 사고 상품을 홍보하며 이것을 "사랑하는 것"에 돈을 쓴다고 비유한다. 어떤 사람들은 그들이 좋아하는 누군가를 행복하게 할 수 있다는 것에 행복을 느낀다. 헌신적인 팬들은 그들의 생활을 포기하고 좋아하는 아이돌을 응원하고 따르는 데 노후자금을 바칠 수도 있다. 일부 연예기획사들은 아이돌과 팬들간의 친밀감을 위해 팬들이 악수를 하고 사진을 찍고 아이돌들과 간단한 대화를 나눌 수 있는 팬미팅을 제공한다. 아이돌은 팬들과 친밀한 관계를 맺고 있기 때문에 기존에 보여주던 이미지와는 다른 사생활의 좋지 못한 부분을 드러내거나, 그들에겐 팬 뿐이라는 환상을 깨뜨리면 팬들은 '배신감'을 느낄 수도 있다.
자주 응원법에 참여하는 남성 팬들은 ‘오타쿠’라는 단어에서 유래한 ‘오타’(ヲタ)로 통칭된다. 이들은 1980년대부터 콘서트나 공개석상에서 아이돌을 응원하기 위해 "친위대(しんえいたい)" 응원단을 결성했다. 팬들의 응원과 그에 따른 동작은 오타게로 알려져있다. 아이돌 팬덤은 응원법과 함께 멤버들의 공식 색 형광봉으로 응원을 보내며 결속력을 보여준다.
일본의 주요 언론들이 금기시되고 논란이 되는 주제에 대해 자기 검열을 하기 때문에, 팬들은 소셜 미디어를 통해 보도되지 않은 뉴스를 유포하는 데 영향력이 있다.

## 영향

### 경제적
아이돌은 일본에서 미디어와 광고의 핵심 부분이며, 일본 내 광고의 50-70%가 아이돌을 주인공으로 하고 있다. 1980년대 광고기획사 덴쓰가 개념화한 ‘CM 아이돌’ 비즈니스 모델은 아이돌의 대중적 이미지를 마케팅 자산으로 활용한다. 아이돌의 경력은 이미지에 의존하기 때문에, 기획사는 가능한 한 많은 수익을 창출할 목적으로 시장의 트렌드에 따라 그들의 이미지를 만들어낸다. 광고도 제품 홍보와 동시에 브랜드와 아이돌 제품 모두 소비자의 마음 한 구석에 두어 아이돌의 홍보도 할 수 있는 크로스 플랫폼이다. 광고는 흔히 기업의 이미지에 맞는 특정 아이돌을 염두에 두고 만들어진다. 특정 브랜드와 계약을 맺은 아이돌은 브랜드 이미지를 유지할 것으로 기대되며 경쟁 브랜드나 방송망을 위해 일하지 않기도 한다. 이런 합의는 잡지 광고, 온라인 비디오, 드라마 출연까지로 확대된다. 아이돌은 또한 음악이나 광고용 징글을 제공할 수도 있다. 아이돌 산업은 연간 약 10억 달러를 번다.

### 미디어
1980년대부터 기업들이 드라마에서 아이돌 계약을 따내기 위해 경쟁하게 되었고, 이로 인해 현재 일본의 TV가 4시즌제가 되었다. 버라이어티, 토크, 음악 쇼도 인기를 끌게 되었는데, 어느 정도는 아이돌을 게스트로 출연시키거나 쇼의 스타로 등장시키기 위해서였다.

#### 애니메이션 및 비디오 게임
아이돌 산업은 애니메이션과 비디오 게임의 성우에게로 넘어갔다. 아이돌 같은 존재감을 가진 성우들의 초기 예시는 1970년대 기동전사 건담의 성우 후루카와 토시오, 후루야 토오루이며, 이들은 밴드 슬랩스틱을 결성하고 나서 상당한 여성 팬을 확보했다. 1980년대에는 아이돌 가수 히다카 노리코가 터치에서 주연을 맡아 인정받은 이후 성우가 되었다. 1990년대부터 시이나 헤키루, 코우다 마리코, 하야시바라 메구미 등과 같은 몇몇 성우들은 성우 연기와 동시에 성공적인 노래 경력을 쌓았다.
2000년대 들어 애니메이션 업계가 심야 시리즈를 더 많이 제작하기 시작했는데, 탄탄한 팬층을 가진 성우들이 TV에 더 많이 등장하면서 "아이돌 성우"라는 용어가 대중화되었다. 이전의 사례들은 노래 경력을 통해 우연히 팬들을 끌어모은 성우나 성우로 눈을 돌린 전 아이돌 가수들이었지만, 호리에 유이, 타무라 유카리, 미즈키 나나는 음반사에서 의도적으로 성우 아이돌로 제작, 마케팅을 했다. 2000년대 중후반 아이돌 전국 시대가 열렸던 무렵 오리콘이 히라노 아야와 쿠스미 코하루를 두드러진 예로 들어, 둘 다 일본의 주류 연예계에서 인정받는 배우이자 가수였다 명명하며 애니메이션에서 아이돌 성우가 크게 인기였다. 그 무렵 이미 영화계에서는 캐릭터 송 타이 인이 보편화되었지만, 일부 성우들은 텔레비전, 무대, 콘서트 출연 시 외모도 캐릭터와 비슷하게 꾸며 크로스오버를 만들기 시작했고, 이로 인해 그들은 서로 밀접하게 연관되었다.
2000년대 후반부터 2010년대 초반까지 러브 라이브, 아이돌 마스터, 노래의 왕자님과 같은 아이돌 테마 멀티미디어 프로젝트가 인기를 끌었고, 캐릭터들과 그를 연기한 성우들에게까지 주목하게 되었다. 가상 아이돌인 하츠네 미쿠와 마크로스 프론티어의 란카 리는 금융 마케팅과 실제 음악적 성공을 거둬 주류 애니메이션 시장에서 아이돌을 대중화했다. 2010년대 중반에 빈번하게 사용되던 '2.5D'라는 용어는 텔레비전이나 무대연극 같이 실제 생활에서 자신의 캐릭터를 묘사할 수 있는 성우들을 일컫기 위해 사용되었다. 성우 아이돌과 가상 아이돌들의 음악은 주류 음악 차트로 넘어갔고, 가상 아이돌은 실제 연예인 취급을 받았다. 아이돌 테마 애니메이션과 비디오 게임 시리즈는 비슷한 경쟁적 특성과 등장인물들의 얼굴로 팀을 형성하는 것뿐만 아니라, 상호작용하는 동성의 매력적인 사람들을 등장시키기 위한 오다기리 효과와 연결되어 있어 스포츠 장르 애니메이션과 비교되어 왔다.
아이돌 팬 문화는 아니메, 망가와 깊게 연관되어 있으며, 대부분의 아니메 팬들은 아이돌의 팬이기도 하다. 애니메이션에 의해 대중화된 "모에"의 개념은 아이돌과 가상의 캐릭터를 연결시키며 둘 다에게 투영될 수 있다. 어떤 이들은 절대 해체하거나, 그룹을 떠나거나, 스캔들에 휘말리지 않기 때문에 가상의 아이돌을 선호할 수도 있다. 2004년과 2005년 노무라 연구소의 연구 결과 오타쿠층의 가장 큰 그룹은 아니메, 2위는 아이돌 팬들로 나타났다.

### 비판
아이돌 시스템은 엄격한 규칙과 치열한 스케줄, 그리고 아이돌들에게 사생활의 자유를 거의 주지 않는 것으로 비판을 받아왔다. 이 제도는 고용주를 거역할 수 없는 일본의 샐러리맨에 비유되어 왔다. 이에 더해, 빌보드의 Rob Schwartz는 일본 주류 언론들은 자기 검열로 인해 힘희롱에 대한 논란과 주장에 관심을 불러일으키는 일은 거의 없다고 설명했다. GQ 재팬의 다케다 사세츠는 연예기획사들이 아이돌을 인기와는 상관없이 퇴출시키고, 때로는 퇴출을 압박하기 위해 일부러 아이돌의 일 제의를 차단하는 등의 행동을 하면서 대중들에게는 "병으로 인한 휴식"이라고 알린다고 썼다. 독립적으로 관리되는 아이돌 그룹은 심지어 보호도 거의 받지 못하며, 자신들을 몇 년 동안 회사에 묶어두는 애매한 단어로 된 계약서를 받고 급여와 교통비, 의상 제작 비용도 받지 못한다.
아이돌의 스케줄은 아플 때 마저 일을 시켜서 너무 지나치다는 지적을 받아왔다. 닛칸 스포츠￼￼의 고노베 미키는 아이돌은 일반적으로 노동조합이 없으며 소속사는 아이돌 활동을 학교에서의 특별 활동과 유사하게 보기 때문에 그 노동조합이 필요하지 않다고 생각한다고 언급했다. 그녀는 소녀들이 어린 나이에 아이돌이 되는 것에 대해 우려를 표했는데, 특히 초등학생들이 그렇다. 또, GQ 재팬의 다케다 사세츠는, 아이돌들이 바로 전날 일정을 통보받는 것을 '이상한 일'이라고 언급하면서, 일부 아이돌 매니지먼트가 고의적으로 아이돌의 휴식을 막았다고 비판했다. 그는 또한 아이돌에게 더 나은 정신적 케어를 제공하지 않는다고 아이돌 업계를 비난했는데, 아이돌은 팬들을 걱정하게 하거나 화나게 할 수 있다는 우려로 자신이 스트레스를 받는다는 것을 공공연히 밝히는 일을 연기하거나 묵살하는 경우가 많기 때문이다.
팬들에게 아이돌이 닿을 수 있는 존재라는 환상을 팔기 위해 대부분의 아이돌들이 연애를 금지당하고, 결혼하려면 소속사의 허락을 받아야 하는데, 이 점이 비인간적이라는 지적을 받아왔다. 재팬 타임즈는 연예기획사 외에도 아이돌 팬 문화가, 특히 여성 아이돌의 남성팬들이 소녀들의 성적 자립에 대한 "완전한 통제"를 주장하면서 연약함과 복종에 집착하는 "모에"라는 개념을 추구하며 이런 비인간성에 기여하고 있다고 지적했다. 또한 비평가들은 악수회나 다른 관련된 행사들이 팬들이 아이돌과 가깝게 지낼 수 있도록 해주기 때문에, 아이돌의 접근성을 마케팅하는 것이 팬들로 하여금 환상과 현실을 구분하지 못하게 할 수도 있다고 믿었다. 이리야마 안나와 카와에이 리나의 악수회 피습 사건, 토미타 마유의 칼부림 피습 사건, 야마구치 마호 폭행 사건 등 여성 아이돌에 대한 폭력적인 공격 사건이 여러 차례 발생하자 아이돌에 대한 연예 기획사들의 보호가 미흡하다는 지적을 받았다.

## 유명한 아이돌과 아이돌 그룹 목록
총 판매량 1000만을 돌파한 아이돌
| 이름            | 판매량 |
| --------------- | ------ |
| 마츠다 세이코   | 2900만 |
| 나카모리 아키나 | 2500만 |
| 야마구치 모모에 | 1600만 |
| 고 히로미       | 1500만 |
| 사와다 켄지     | 1500만 |
| 쿠도 시즈카     | 1400만 |
| 코이즈미 쿄코   | 1400만 |
| 사이조 히데키   | 1300만 |
| 타하라 토시히코 | 1200만 |
| 콘도 마사히코   | 1200만 |
| 카하라 토모미   | 1200만 |

총 판매량 1000만을 돌파한 아이돌 그룹
| 이름          | 판매량        |
| ------------- | ------------- |
| AKB48         | 5300만        |
| SMAP          | 3700만        |
| 아라시        | 3000만        |
| KinKi Kids    | 2600만        |
| 모닝구 무스메 | 2200만        |
| SPEED         | 1900만        |
| 핑크 레이디   | 1700만 1300만 |
| 체커스        | 1500만        |
| 노기자카46    | 1300만        |
| 히카루GENJI   | 1200만        |
| V6            | 1200만        |

## 같이 보기
- AV 여배우
- 그라비아 아이돌
  - 그라비아 아이돌 목록
- 주니어 아이돌
- 대한민국의 아이돌
- 로컬 아이돌
- 넷 아이돌
  - 넷 아이돌 목록
- 다이류
- 아이돌 스타

## 참고 자료
- Kinsella, S. (2007). "What's behind the fetishism of schoolgirls uniforms" in Japan in fashion theory. UK.
- Kinsella, S. (2000). Adult Manga: Culture and power in contemporary Japanese society. UK: Curzon.
- Kinsella, S. (1999). "Pop-culture and the balance of power in Japan" in Media, culture and society, vol.21 pp. 567–572.
- Kinsella, S. (1995). "Cuties in Japan" in women media and consumption in Japan Brian Moeran and Lise Scov (eds). Curzon and Hawaii University Press.
- Lukacs, Gabriella (2007년 5월 31일). “The Net Idols: New Forms of Creative Employment and Neoliberal Labor Subjectivities in 1990s Japan”. AAS Annual Meeting. 2008년 6월 19일에 원본 문서에서 보존된 문서. 2007년 5월 31일에 확인함.